# オーケストラ!
『オーケストラ!』（原題: Le Concert）は、2009年のフランス映画。

## ストーリー
ロシアのボリショイ劇場で清掃員として働くアンドレイは、かつてはボリショイ交響楽団の天才指揮者として知られていたが、共産主義政府によるユダヤ人排斥政策に従わなかったため、30年前に楽団を追われた過去を持っていた。そんな彼はある日、パリの劇場がキャンセルした楽団の代わりとなるオーケストラを探しているという情報を得る。音楽界復帰のチャンスと思った彼は、追放されていたかつての楽団員たちを集め、『ボリショイ交響楽団』になりすましてパリにへ行くことを計画する。演目はチャイコフスキーのヴァイオリン協奏曲。アンドレイはソリストとしてパリ在住の女性ヴァイオリニスト、アンヌ＝マリー・ジャケを指名する。彼女とともに演奏することもアンドレイの目的で、過去のある事情が関係していた。そして、演奏会の日。ギリギリで集まった団員たちの、調子っぱずれの演奏が始まり、「神様がいるなら教えてくれ」と祈る人も出てくる……。

## キャスト
| 役名                             | 役柄                                       | 俳優                                                                                             | 日本語吹替 |
| -------------------------------- | ------------------------------------------ | ------------------------------------------------------------------------------------------------ | ---------- |
| アンドレイ・フィリポフ           | 指揮者                                     | アレクセイ・グシュコブ                                                                           | 伊藤和晃   |
| アンヌ＝マリー・ジャケ           | ソリスト                                   | メラニー・ロラン                                                                                 | 甲斐田裕子 |
| オリヴィエ・デュプレシス         | フランス シャトレ座支配人                  | フランソワ・ベルレアン                                                                           | 小島敏彦   |
| ギレーヌ・ドゥ・ラ・リヴィエール | ジャケのマネージャー                       | ミュウ＝ミュウ                                                                                   | 唐沢潤     |
| サーシャ・グロスマン             | 救急車運転手／チェロトップ                 | ドミトリー・ナザロフ                                                                             | 石住昭彦   |
| イヴァン・ガヴリーロフ           | ボリショイ交響楽団の元支配人／共産党員     | ヴァレリー・バリノフ                                                                             | 佐々木敏   |
| イリーナ・フィリポヴナ           | 主人公の妻                                 | アンナ・カメンコヴァ                                                                             | 藤生聖子   |
| ジャン＝ポール・カレル           | シャトレ座担当者                           | リオネル・アベランスキ                                                                           |            |
| ヴィクトール・ヴィキッチ         | ユダヤ人のトランペット（父）               | アレクサンドル・コミサロフ                                                                       | 多田野曜平 |
| アフマド                         | 「トゥル・ノルマン」のオーナー             | ラムジー・ベディア                                                                               |            |
| ワシーリー                       | ロマのヴァイオリン弾き／コンサートマスター | ゲオルゲ・アンゲル(Anghel Gheorghe) （タラフ・ドゥ・ハイドゥークスのメンバー、ヴァイオリニスト） |            |

## 登場人物
アンドレイ・フィリポフ
本作の主人公。30年前はボリショイ交響楽団を指揮して国外で多くの名声を築き、「マエストロ」の異名で呼ばれた程の天才指揮者だったが、ソビエト連邦政府のユダヤ人排斥政策に従わなかったために楽団は解散・再編されることとなり、自身も追放され活動の場を失った。
現在はボリショイ劇場のしがない清掃員として働いているが、新たなメンバーで作られた現在のボリショイ交響楽団が下手になったことを嘆いている。楽団解散の後ショックでしばらくの間酒浸りの生活を送り、内心イリーナの人生を狂わせてしまったことを悔やんでいる。チャイコフスキーのヴァイオリン協奏曲への思い入れが強い。
アンヌ＝マリー・ジャケ
人気ヴァイオリニスト。29歳。フランス在住。
父は生物学者で母は人類学者だったが、ジャケが赤ん坊の頃に両親は事故で亡くなったとされる。これまでチャイコフスキーのヴァイオリン協奏曲を演奏したことは一度もないが、以前からの夢だったアンドレイが指揮するボリショイ楽団との共演の話を聞き、この曲を弾こうとする。
オリヴィエ・デュプレシス
シャトレ座で公演予定のアメリカの楽団に数週間前になってキャンセルされ、損害を出さないためボリショイ楽団に公演依頼の手紙を出した人物。
偽のボリショイ楽団と知らずにアンドレイたちと電話で公演の約束をするが、その後本番前にもかかわらず楽団員が集まらないことに不安になる。金に関してルーズな所がある。
ギレーヌ・ドゥ・ラ・リヴィエール
50代半ばぐらいの女性。オリヴィエからジャケのボリショイ楽団との公演依頼を電話で告げられるが、スケジュールの都合で断ろうとする。
ジャケに仕事のパートナーであると共に、幼い頃からジャケの親代わりとして育ててきたため、彼女からかけがえのない存在に思われている。
サーシャ・グロスマン
アンドレイとは楽団解散前からの楽団仲間。ユダヤ人。妻子がいたが30年前の楽団解散後に家を出ていき、現在はイスラエルで暮らしている。
共産党による政治に不満を持っており、イヴァンを嫌っている。良くも悪くも熱いハートの持ち主で、情熱的な時もあれば感情的になってしまう時もある。
イヴァン・ガヴリーロフ
ロシア共産党員。口達者で交渉が上手く、アンドレイから「ボリショイ管弦楽団史上最高のマネージャー」と評されているが、ソ連時代にユダヤ人の楽団員を排除するため、彼らの演奏会の舞台に乱入して曲を止めてそのまま楽団を潰すという暴挙に出た。
現在でも熱心に共産党員として働きかけをしているが、アンドレイからパリ公演での楽団の交渉役を頼まれ協力する。
イリーナ・フィリポヴナ
アンドレイの妻。地元で人材派遣の仕事をしており、結婚式や政治演説などの様々なイベント関係者から依頼を受けて必要なサクラを集めて派遣している。
仕事では交渉相手に一歩も引かない強気な言動をしているが、妻としてはアンドレイが指揮者に戻れることを願う思いやりのある性格。いつか田舎に土地を買って野菜を作って生活したいと思っている。
ジャン＝ポール・カレル
オリヴィエの部下のような存在。
オリヴィエから指示を受けてボリショイ楽団を空港まで出迎えに行ったり、滞在中のホテルや「トゥル・ノルマン」の手配などの庶務を任される。ギャラの支払いを巡って楽団員とオリヴィエとの板挟みに遭い対応に困る。
ヴィクトール・ヴィキッチ
喘息の持病がある。自身の妻と共に、アンドレイのことを「ブレジネフ政権に逆らった勇敢なヒーロー」と称えている。
同じくトランペット奏者の息子と共に楽団の公演に参加し、その後訪れたフランスの料理店を回って持参した缶のキャビアやケータイを売ろうとする。
アフマド
レストラン「トゥル・ノルマン」のオーナー。
ボリショイ楽団の団員約60人の予約を受けて、先にやって来たイヴァンを席まで案内し女性店員のベリーダンスなどでもてなす。
ワシーリー
普段はヴァイオリンでテンポの速い民族舞曲を弾いている。仲間と共に移動生活を送ってきたせいか、パスポートやビザの手続きについて詳しく、パリに行く前にアンドレイから短期間でそれらの手配を頼まれる。
実は「ヴァイオリン協奏曲ホ短調 作品64第1楽章」、「パガニーニの主題による狂詩曲」などの有名なクラシック曲の一部を弾ける程の高いヴァイオリン技術の持ち主。その技術はジャケに驚かれるほどの高さだが、独学で弾けるようになったのかは不明。

## 受賞歴
第35回セザール賞
- 受賞: 音楽賞
- 受賞: 音響賞
- ノミネート: 監督賞
- ノミネート: 作品賞
- ノミネート: 編集賞
- ノミネート: 脚本賞

フランス映画祭
- 受賞： 観客賞